# Falk Nimmerjahn
Falk Nimmerjahn (, 1972) é um imunologista alemão, professor de imunologia experimental e imunoterapia da Universidade de Erlangen-Nuremberg.
Após estudar biologia em Bayreuth e Erlangen trabalhou no Helmholtz Zentrum München e na Universidade de Munique e na Universidade Rockefeller em Nova Iorque. É desde fevereiro de 2007 professor da Universidade de Erlangen-Nuremberg.
Recebeu o Prêmio Paul Ehrlich e Ludwig Darmstaedter para Jovens Investigadores de 2009.